# Мишель, Харри
Ха́рри Мише́ль (англ. Harry Meshel, греческий вариант имени — Хара́ламбос Михела́кис (англ. Haralampos Michelakis); 13 июня 1924, Янгстаун, Огайо, США — 4 сентября 2017) — американский политик-демократ, член Сената Огайо от 33-го избирательного округа (1971—1993) и председатель отделения Демократической партии в Огайо (1993—1995), а также парламентский организатор фракции большинства (1974—1976), председатель финансового комитета (1974—1981), лидер фракции меньшинства (1981—1982) и председатель Сената Огайо (1983—1984). Первый грек и исповедующий православие член Генеральной ассамблеи Огайо. Являлся одним из самых успешных политиков в Долине Махонинг, известный своими законодательными усилиями, направленными на решение проблем инвалидов, экономическое развитие, а также системы управления твёрдыми и опасными отходами. Лауреат многочисленных премий и наград, включая Премию «За выдающиеся заслуги» от президента США и Награду Академии достижений (1984) от Американо-греческого прогрессивного просветительского союза (AHEPA) за значительный вклад в своей области деятельности. Член и бывший президент 89-го отделения AHEPA. Лоббист. Профессор, на протяжении более 20 лет преподавал политологию в Янгстаунском государственном университете. Ветеран Второй мировой войны.

## Биография

### Ранние годы, семья и образование
Родился 13 июня 1924 года в Янгстауне (Огайо, США) в семье греков Анджело Михелакиса и Рубены Маркакис, чья фамилия (Michelakis) была американизирована до Мишель (Meshel). Кроме Харри в семье было ещё пять детей. Родители Мишеля иммигрировали в США с острова Крит (Греция) в 1916 году, что случилось спустя три года после энозиса (воссоединения) острова с материковой Грецией и один день после их свадьбы.
В 1941 году окончил среднюю школу.
В 1943—1946 годах, в период Второй мировой войны, служил в военно-морском строительном батальоне (Seabees) ВМС США. Под командованием Дугласа Макартура принимал участие в сражении в заливе Лейте (1944), за что получил две бронзовые боевые звезды.
В 1949 году получил степень бакалавра наук «с большим почётом» в области делового администрирования в Янгстаунском колледже (сегодня Янгстаунский государственный университет). Параллельно с учёбой работал на металлургическом комбинате в течение полного рабочего дня.
В 1950 году окончил Высшую школу бизнеса Колумбийского университета со степенью магистра наук в области экономики использования городских земель. В этом же году, не найдя работу в ипотечном банке, начал работать в сфере инвестиций, недвижимости и страхования.

### Политическая карьера
В 1960-х годах провёл две неудачные кампании по выборам в Комиссию округа Махонинг.
В 1964 году занял должность помощника мэра Янгстауна по административным вопросам.
В 1969 году стал директором по ревитализации Янгстауна.
В 1970 году начал участвовать в электоральной политике, когда выдвинул свою кандидатуру в Сенат Огайо.
В 1971—1993 годах — член Сената Огайо от 33-го избирательного округа (переизбирался пять раз). В этот период также являлся парламентским организатором фракции большинства (1974—1976), председателем финансового комитета (1974—1981), лидером фракции меньшинства (1981—1982), председателем Сената (1983—1984).
В 1977 году руководил созданием Янгстаунского исторического центра промышленности и труда.
В 1980 году участвовал в выборах в Палату представителей США, но уступил республиканцу Лайлу Уильямсу. В этом же году демократы потеряли большинство в Сенате Огайо, после чего Мишель занял должность партийного лидера.
В 1993—1995 годах — председатель отделения Демократической партии в Огайо.
В 1996 году безуспешно попытался вернуться в Сенат Огайо, после чего более не участвовал в выборах.
С 1994 года — супервайзер Международного боксёрского совета. В этом же году получил премию «Выдающийся выпускник» от Янгстаунского государственного университета.
В 2007—2016 годах — попечитель Янгстаунского государственного университета. Также являлся лоббистом.
В честь Харри Мишеля названа одна из улиц города Стразерс (Meshel Way), технологический центр в Янгстаунском государственном университете (Meshel Hall) и здание Медицинского университета Северо-восточного Огайо.
В 2006 году, совместно с другими представителями греческой общины США, поддержал создание документального фильма «Наше греческое наследие: греческие корни Западной цивилизации».
В декабре 2014 года Огайо стал 43-м по счёту штатом США, выразившим поддержку религиозной свободе для Вселенского патриархата Константинополя, когда Палата представителей штата единогласно (85/0) приняла соответствующую резолюцию, которую ранее в мае этого же года принял Сенат штата (SCR 21). В SCR 21, принятой спустя шесть лет попыток провести её через Генеральную ассамблею Огайо, как и в других подобных резолюциях, содержится призыв к правительству Турции уважать религиозные свободы и права греческого православного меньшинства в преимущественно мусульманской стране после десятилетий юридических споров, конфискации имущества и закрытия в 1971 году единственной православной духовной семинарии в Турции — Халкинской богословской школы. Ведущую роль в успешных усилиях по проведению этой резолюции в легислатуре Огайо сыграли, кроме прочих, Стивен Пулос, бывший конгрессмен Зак Спейс, Анджело Кутрис и Харри Мишель.
Являлся членом греческой православной церкви.
Умер 4 сентября 2017 года в возрасте 93 лет.

## Личная жизнь
С 1948 года был женат на Джуди Лазик, в браке с которой имел детей Барри и Мелани.